# هایرام فولر
هایرام فولر (انگلیسی: Hiram Fuller؛ زادهٔ ۱۵ مهٔ ۱۹۸۱) بازیکن بسکتبال اهل ایالات متحده آمریکا است. از باشگاه‌هایی که در آن بازی کرده‌است می‌توان به آتلانتا هاوکس اشاره کرد.